# Charysh

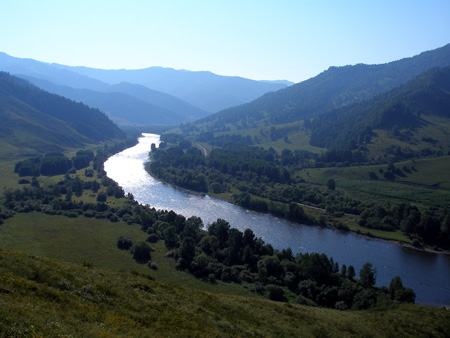
sông Charysh

Charysh (tiếng Nga: Чарыш) là một sông dài 547 kilômét (340 mi) tại tây nam Siberia thuộc Nga, sông là chi lưu tả ngạn của sông Obi. Charysh khởi nguồn từ dãy núi Korgon tại cộng hòa Altai, sau đó đi vào một vùng lõm tại vùng Altai và chảy vào sông Obi tại điểm cách 100 kilômét (62 mi) ngược dòng từ thủ phủ Barnaul.
Diện tích lưu vực sông là 22.200 kilômét vuông (8.600 dặm vuông Anh).